# 엘 퍼거슨

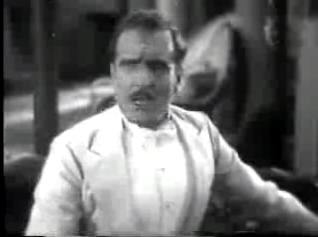

엘 퍼거슨(Al Ferguson, 1888년 4월 19일 ~ 1971년 12월 4일)은 아일랜드의 배우, 영화 감독이다.
웩스퍼드주에서 태어났으며 롱아일랜드에서 사망하였다. 포리스트 론 메모리얼 파크에 매장되었다.

## 영화
- 오클라호마 (1955년)
- 에덴의 동쪽 (1955년)
- 로즈 마리 (1954년)
- 애보트와 코스텔로 닥터 지킬과 미스터 하이드 만나다 (1953년)
- 밴드 웨곤 (1953년)
- 우주 전쟁 (1953년)
- 웬 인 로마 (1952년)
- 백만달러 인어 (1952년)
- 젊은이의 양지 (1951년)
- 프란시스 (1950년)
- 마이 프렌드 어머 고즈 웨스트 (1950년)
- 선셋 대로 (1950년)
- 블러드 온 더 문 (1948년)
- 잔인한 힘 (1947년)
- 조로의 아들 (1947년)
- 낯선 여인 (1946년)
- 평결 (1946년)
- 유토피아로 가는 길 (1946년)
- 미이라의 저주 (1944년)
- 미트 더 피플 (1944년)
- 벨 오브 더 유콘 (1944년)
- 프렌치맨스 크리크 (1944년)
- 돈 윈슬로 오브 더 코스트 (1943년)
- 팬텀 (1943년)
- 로즈 오브 워싱턴 스퀘어 (1939년)
- 발라라이카 (1939년)
- 스파이더스 웹 (1938년)
- 마리 앙투아네트 (1938년)
- 딕 트레이시 (1937년)
- 쇼 보트 (1936년)
- 플래쉬 고든 (1936년)
- 바르바리 해안 (1935년)
- 타잔 - 프랭크 메릴 편 2 (1929년)
- 타잔 - 프랭크 메릴 편 1 (1928년)
- 슈팅 스트레이트 (1927년)